# سنغجونغوون
سنغجونغوون (بالهانغل: 승정원 وبالهانجا: 承政院 ويعني: مكتب الأمانة الملكية) وهو أحد المكاتب الإدارية في مملكة جوسون في كوريا، ويضم ستة وزراء من كبار الرتبة الثالثة كل منهم مسؤول عن إحدى الوزارات. وظيفة الأمناء استقبال وتسجيل ونقل المراسيم الملكية من الملك إلى الوزارات، واستقبالها من الوزارات. تضم نشاطات المكتب أيضاً تسجيل المعلومات في كتاب سجلات الأمناء الملكيين (سنغجونغوون إلغي - 승정원 일기).